# تيتسويا ياماموتو
تيتسويا ياماموتو (باليابانية: 山本哲哉؛ بالكانا: やまもと てつや) هو لاعب كرة قاعدة ياباني، ولد في 4 سبتمبر 1985 في يورا ‏ في اليابان.

## وصلات خارجية
- تيتسويا ياماموتو على موقع الدوري الياباني لكرة القاعدة (الإنجليزية)
- تيتسويا ياماموتو على موقعبيزبول رفرنس.كوم (الدوري الثانوي) (الإنجليزية)